# 王建煊
王 建煊（おう けんけん）は、中華民国の政治家。元財政部長、監察院長、立法委員。
1990年6月に財政部長に就任し、不法な財閥と対立することになり最終的にやむを得ず辞任に追い込まれた。このとき、「小鋼炮（小型の銃砲のこと。転じて遠慮なく物事を言う人のこと）」というニックネームで呼ばれることとなった。1992年10月に財政部長を辞任。
もともと、国民党の会派「新国民党連線」のメンバーであったが、趙少康、郁慕明、陳癸淼、周荃、李慶華、李勝峰らとともに、国民党の党員証を携えて離党を象徴するセレモニーの記者会見を行った。同時に、国民党中央委員会に書簡を送り、7人の党籍抹消を求めた。こうして、1993年8月10日、「新国民党」を立ち上げた。略して「新党」とし、市民の代弁者であることを強調した。
新党が結成された後、党を代表して台北市長選挙（1998年）や台北県長選挙（2001年）といった選挙に立候補している。
敬虔なクリスチャンとしても知られ、道徳のある人物として台湾の政界でも名の通っている。賄賂のような贈り物は一切受け取らず、このため別のニックネームとして「王聖人」とも呼ばれている。
| 先代郭婉容 | 財政部長1990年 - 1992年 | 次代白培英 |

| 先代錢復 | 監察院長2008年 - 2014年 | 次代張博雅 |